# 常盤井宮恒明親王
常盤井宮 恒明親王（ときわいのみや つねあきしんのう/-つねあきらしんのう、嘉元元年旧5月9日（1303年6月24日） - 観応2年/正平6年旧9月6日（1351年9月26日））は、南北朝時代の皇族。亀山法皇の末子（七男）。官位は一品・式部卿。常盤井宮初代。宮号は亀山法皇から譲られた邸宅の常磐井殿の名称に由来する。

## 生涯
乾元2年（1303年）親王宣下。幼い頃は年上の甥にあたる尊治親王（後の後醍醐天皇）とともに、父・亀山法皇の寵愛を受けて育てられる。嘉元3年（1305年）亀山法皇が病死するが、遺詔でその財産の多くを恒明親王に与えた上に、自分の孫に当たる後二条天皇に対しては次の大覚寺統の皇位は天皇の嫡男・邦良親王ではなく、恒明親王を立てるように命じた。恒明親王の母・昭訓門院の兄で関東申次であった西園寺公衡は直ちに鎌倉幕府にこの旨を伝え、もう一人の妹である永福門院の夫である持明院統の伏見上皇の協力を求めた。伏見上皇も自分の息子である後伏見天皇を無理やり皇位から降ろさせた後宇多上皇（亀山法皇の子で後二条天皇・尊治親王の父、当時院政を行っていた）への反感から、これに同意する姿勢を幕府に伝えた。当時、持明院統の富仁親王（後の花園天皇）が立太子されており、両統迭立が継続するならば花園天皇の次の皇位は大覚寺統から選ばれる以上、その誰が選ばれても大きな違いはないという判断であったとみられる。だが、幕府は大覚寺統の分裂を招きかねない恒明親王の立太子には同意しなかった。
徳治3年（1308年）に後二条天皇が急死すると、幕府は邦良親王の成長までの中継ぎの天皇になるべき親王を大覚寺統から選ぶ事を認めたが、それは恒明ではなく当時の院政執行者であった後宇多上皇が推した尊治親王であった。なお、この件で後宇多上皇と完全に対立関係に陥った西園寺公衡は、上皇から出仕停止の扱いを受けてしまった。同時に大覚寺統側からその政治的立場に疑いを持たれるに至り、関東申次職を背景に朝廷内で隠然たる力を振るっていた西園寺家はその政治的求心力を大きく損なう事になった。
しかし、治天の君であった亀山法皇の遺命を後宇多上皇が覆すことは不可能であり、恒明が元服した後に持明院統と組んでその実現を迫る事態を回避する必要があった。所謂「文保の和談」の評価については諸説があるものの、後宇多上皇側が恒明の立太子を回避するために持明院統側と何らかの交渉を持とうとしたことは想定可能である。
結局、文保2年（1318年）2月に後醍醐天皇（かつての尊治親王）が即位、続いて邦良親王が立太子されて、恒明が元服したのは全てが終わった12月18日のことであった。明けて文保3年正月には正月には二品に叙され、3月には中務卿に任ぜられる（『花園天皇日記』文保3年3月11日条）。後醍醐天皇からは側近的地位に置かれていたが、同時に警戒対象でもあり続け、嘉暦元年（1324年）に邦良親王が薨去した際には持明院統は量仁親王（後の光厳天皇）擁立で纏まったのに対し、大覚寺統は邦良の弟である邦省親王を推す勢力、後醍醐天皇の長子である尊良親王を推す勢力、そして恒明を推す勢力に分裂し、最終的に量仁が次の皇太子となった。
それでも、後醍醐天皇は嘉暦2年（1327年）には式部卿に任じ（「海蔵院文書」）、建武政権成立後の元弘4年（1334年）一品にしている。また、嫡男の全仁親王への親王宣下も後醍醐によるものである可能性が高い。これは、後醍醐天皇が対立する邦良親王系や持明院統との対抗上、恒明との関係を維持した方が良いとする判断であったと考えられる。
一方、持明院統側も伏見法皇の正妃であった永福門院が昭訓門院の姉であることから、両女院の実家である西園寺家との協力関係や大覚寺統との対抗関係も考慮して接近を図っている。後伏見・花園両院は恒明や西園寺家の人々を招いて和歌や漢詩、蹴鞠の催しをしばしば行っている。
後醍醐天皇が吉野に移った後も、持明院統側の説得を受けてそのまま京都に留まっている。
観応2年（1351年）9月6日薨去。享年49。

## 系譜
- 父：亀山天皇
- 母：西園寺瑛子（昭訓門院） - 西園寺実兼の娘
- 妻：不詳
  - 男子：全仁親王（1320-1367）
  - 男子：尊守法親王
  - 男子：深勝（?-1400）
  - 男子：聖珍（聖助？）（?-1355）
  - 男子：尊信法親王（?-1380）
  - 男子：慈明
  - 男子：恒鎮法親王（?-1372）
  - 男子：恒助法親王
  - 男子：乗朝法親王（?-1407）
  - 男子：恒守法親王
  - 男子：仁誉法親王
  - 男子：桑朝法親王
  - 男子：尊観法親王？（1349-1400） - 時宗第12代遊行上人
  - 男子：杲尊（?-1399）

松薗斉は桑朝法親王の代わりに『本朝皇胤紹運録』には載っていないものの他の史料で実在を確認できる杲尊を上げた上で、深勝と杲尊は南朝で親王宣下を受けていたが、南北朝合一後に北朝がそれを否認した可能性を指摘する。